# Группа российских войск в Закавказье
Краснознамённая Группа Российских войск в Закавказье — объединение Вооружённых Сил Российской Федерации, дислоцировавшееся на территории стран Закавказского региона: Армении и Грузии, с 1993 по 2007 год (до расформирования группы).

## История
В результате распада СССР Краснознамённый Закавказский военный округ (ЗакВО) в январе 1993 года был переформирован в Группу Российских войск в Закавказье (ГРВЗ) со штабом в г. Тбилиси. ГРВЗ до 2004 года подчинялась Главному штабу Сухопутных войск РФ, а с 2004 года командованию Северо-Кавказского военного округа.
Часть частей и соединений расформированного ЗакВО перешла в прямое подчинение ГРВЗ.

## Командующие
- январь 1993 — март 1997 — генерал-полковник Реут, Фёдор Михайлович [2];
- май 1997 — 2001 —  генерал-лейтенант Андреев, Владимир Васильевич;
- 2001 — сентябрь 2003 —  генерал-лейтенант Золотов, Николай Евгеньевич;
- сентябрь 2003 — февраль 2005 — генерал-лейтенант Студеникин, Александр Игоревич;
- февраль — август 2005 — генерал-майор Беспалов, Александр Николаевич;
- август 2005 — 2007 —  генерал-майор Попов, Андрей Евгеньевич.

## Боевой состав войск группы
В июне 1993 года ГРВЗ насчитывала 25 000 человек, из которых 20 000 было расположено в Грузии и 5 000 — в Армении.
Численность личного состава группы на 01.01.2000 г. — 8806 человек.

### Российские войска в Грузии
- 364-й отдельный батальон охраны и обеспечения Штаба ГРВЗ (ВЧ ПП 83204), г. Тбилиси;
- 652-й отдельный автомобильный  батальон (ВЧ ПП 68178), дислокация: г. Тбилиси
- 311-я отдельная вертолётная эскадрилья (Вазиани)
- 566-й отдельный батальон связи (Вазиани)
- 430-й склад инженерных боеприпасов (Сагареджо, Грузия)
- 142-й бронетанковый ремонтный завод (Тбилиси).
- 13-й автомобильный ремонтный завод (Тбилиси), впоследствии после реорганизации 677 автомобильная ремонтная мастерская.
- 852-й автомобильный ремонтный завод (Батуми).
- 12-я военная база (Батуми, Аджария) —переформированная 145-я мотострелковая дивизия. База расформирована в 2007 году.
  - 35-й гвардейский мотострелковый полк (Батуми);
  - 90-й мотострелковый полк (Хелвачаури);
  - 1089-й артиллерийский полк (Батуми);
  - 1053-й зенитный ракетный полк (Батуми)
  - 61-й отдельный противотанковый артиллерийский дивизион (Батуми)
  - 773-й отдельный разведывательный батальон (Меджинискари)
  - 122-й отдельный батальон связи (Меджинискари)
  - 404-й инженерно-сапёрный батальон
  - 175-й ремонтно-восстановительный батальон
  - 627-й батальон РХБЗ
  - 1553-й батальон материального обеспечения

- 62-я военная база (Ахалкалаки, Южная Грузия) — переформированная 147-я мотострелковая дивизия. База расформирована в 2007 году.
  - 409-й мотострелковый полк (Ахалкалаки)
  - 412-й мотострелковый полк (Ахалкалаки)
  - 817-й артиллерийский полк (Ахалкалаки)
  - 1007-й зенитный ракетный полк (Ахалкалаки)
  - 65-й отдельный противотанковый артиллерийский дивизион (Ахалкалаки)
  - 899-й отдельный батальон связи (Ахалкалаки)
  - 744-й разведывательный батальон
  - 889-й инженерно-сапёрный батальон
  - 176-й ремонтно-восстановительный батальон
  - 628-й батальон РХБЗ
  - 1554-й батальон материального обеспечения

- 137-я военная база (Вазиани, в р-не Тбилиси) — после расформирования 171-го гвардейского окружного учебного центра Закавказского военного округа, в начале 1990-х годов сюда был передислоцирован 405-й мотострелковый полк из состава 147-й мотострелковой дивизии[4].
  - 405-й мотострелковый полк (Вазиани).

Кроме того, в Вазиани находился военный склад.
В середине 2005 года было подписано соглашение о выводе российских войск. Полный вывод войск и техники с территории Грузии (кроме неподконтрольных официальному Тбилиси Абхазии и Южной Осетии), происходивший при этом досрочно, завершился к середине ноября 2007 года.

### Российские войска на территории Армении
- 102-я военная база (Гюмри, бывший Ленинакан) — расформированная 127-я мотострелковая Краснознамённая дивизия. Продолжает функционировать.
  - 123-й мотострелковый полк (Ереван)
  - 124-й мотострелковый полк (Гюмри)
  - 128-й мотострелковый полк (Гюмри)
  - 992-й артиллерийский полк (Гюмри)
  - 998-й зенитный ракетный полк (Гюмри)
  - 116-й отдельный танковый батальон (Гюмри)
  - 66-й отдельный противотанковый артиллерийский дивизион (Гюмри)
  - 772-й отдельный разведывательный батальон (Гюмри)
  - 628-й отдельный батальон связи (Гюмри)
  - 550-й инженерно-сапёрный батальон
  - 174-й ремонтно-восстановительный батальон
  - 626-й батальон РХБЗ
  - 1552-й батальон материального обеспечения

В Гюмри был оборудован военный склад.
В Ереване, в аэропорту Эребуни авиационная эскадрилья 21 МиГ-29 , 3 Су-27 и вертолеты Ми-8 и Ми-24.

## Базирование штаба
Штаб группы располагался в Тбилиси.

## Вооружение группы
На момент формирования группы и начала вывода войск на территорию РФ группа насчитывала свыше 36 тысяч солдат и офицеров и имела на вооружении: 259 танков, 1016 БМП и БТР, 297 орудий и минометов, 297 самолетов и 322 вертолета.